# Villemareuil
Villemareuil – miejscowość i gmina we Francji, w regionie Île-de-France, w departamencie Sekwana i Marna.
Według danych na rok 1990 gminę zamieszkiwało 337 osób, a gęstość zaludnienia wynosiła 32 osób/km² (wśród 1287 gmin regionu Île-de-France Villemareuil plasuje się na 902 miejscu pod względem liczby ludności, natomiast pod względem powierzchni na miejscu 351).